# Mosesia caprimulgi
Espèce
Mosesia caprimulgi est une espèce de trématodes de la famille des Phaneropsolidae qui parasite les oiseaux.

## Hôtes
Mosesia caprimulgi parasite l'engoulevent Caprimulgus indicus, le Choucas des tours (Coloeus monedula), le Rolle oriental (Eurystomus orientalis), le Martinet épineux (Hirundapus caudacutus) et la Sittelle torchepot (Sitta europaea).